# Dysdera osellai
Dysdera osellai este o specie de păianjeni din genul Dysdera, familia Dysderidae, descrisă de Alicata, 1973.
Este endemică în Italia. Conform Catalogue of Life specia Dysdera osellai nu are subspecii cunoscute.